# Перелесь
Перелесь — деревня в Ярцевском районе Смоленской области России. Входит в состав Петровского сельского поселения. Население — 16 жителей (2007 год). 
Расположена в центральной части области в 8 км к юго-востоку от Ярцева, в 4 км севернее автодороги Р134 «Старая Смоленская дорога» Смоленск — Дорогобуж — Вязьма — Зубцов. В 13 км севернее деревни расположена железнодорожная станция Милохово на линии Москва — Минск. 

## История
В годы Великой Отечественной войны деревня была оккупирована гитлеровскими войсками в июле 1941 года, освобождена в сентябре 1943 года.